# Список синглов № 1 в США в 2023 году (Billboard)

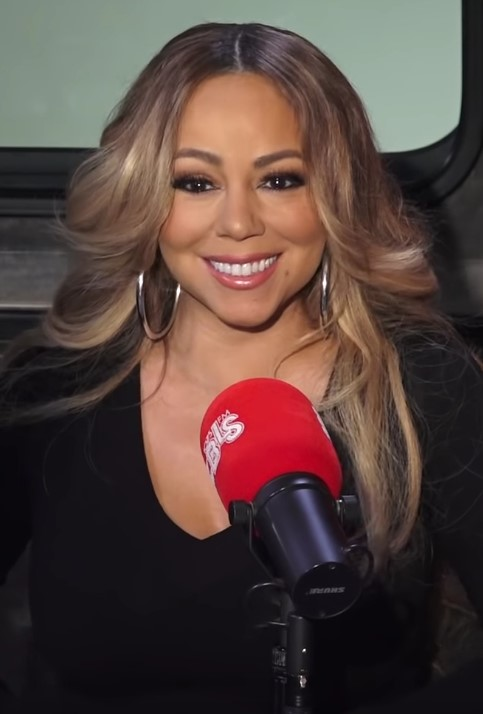
Мэрайя Кэри снова возглавила чарт со своим старым треком «All I Want for Christmas Is You», который дебютировал ещё четверть века назад (в 1994 году) и он стал её 19-м чарттоппером в Hot 100 в карьере (рекорд для сольных исполнителей)

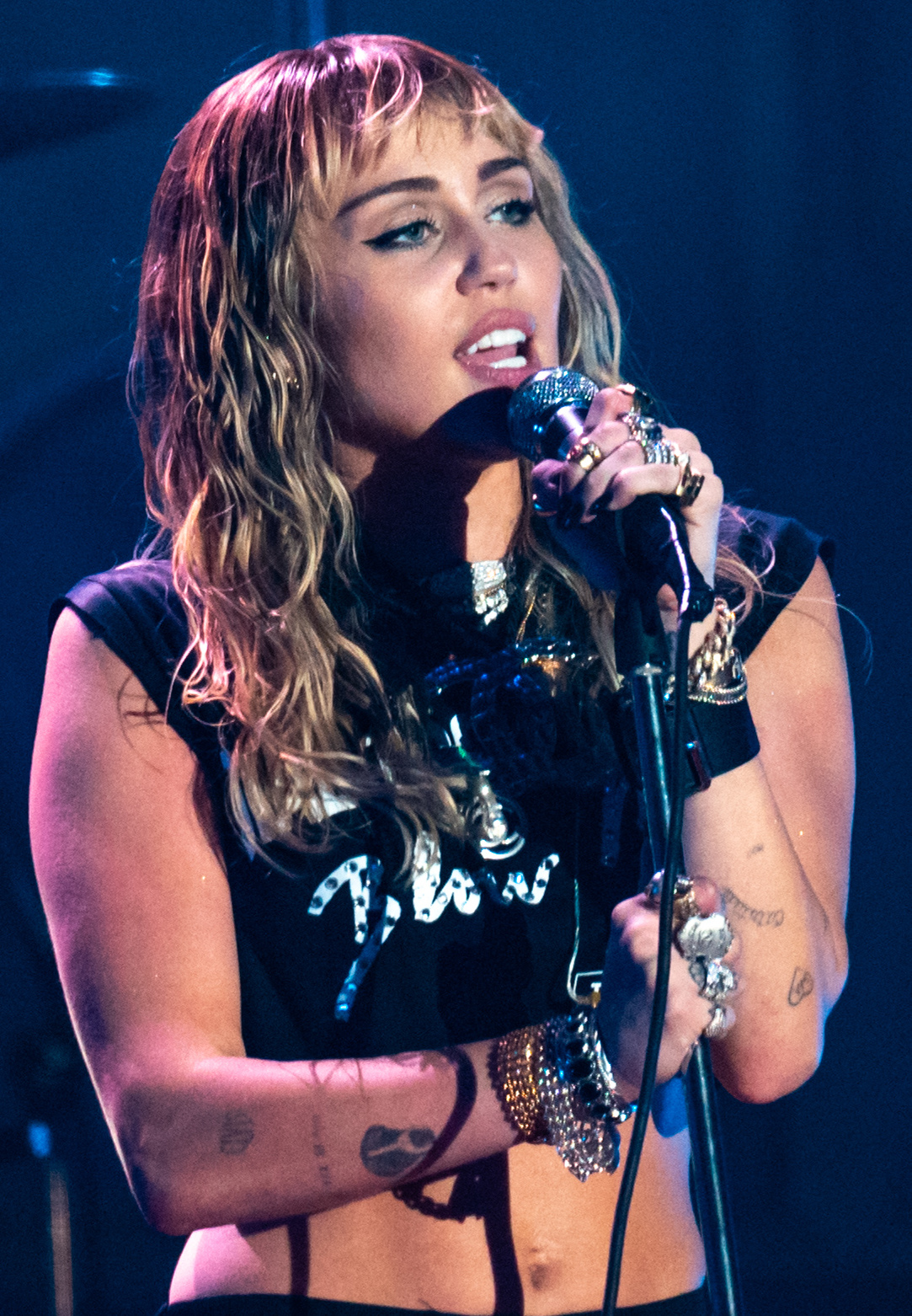
Майли Сайрус лидировала с песней «Flowers»

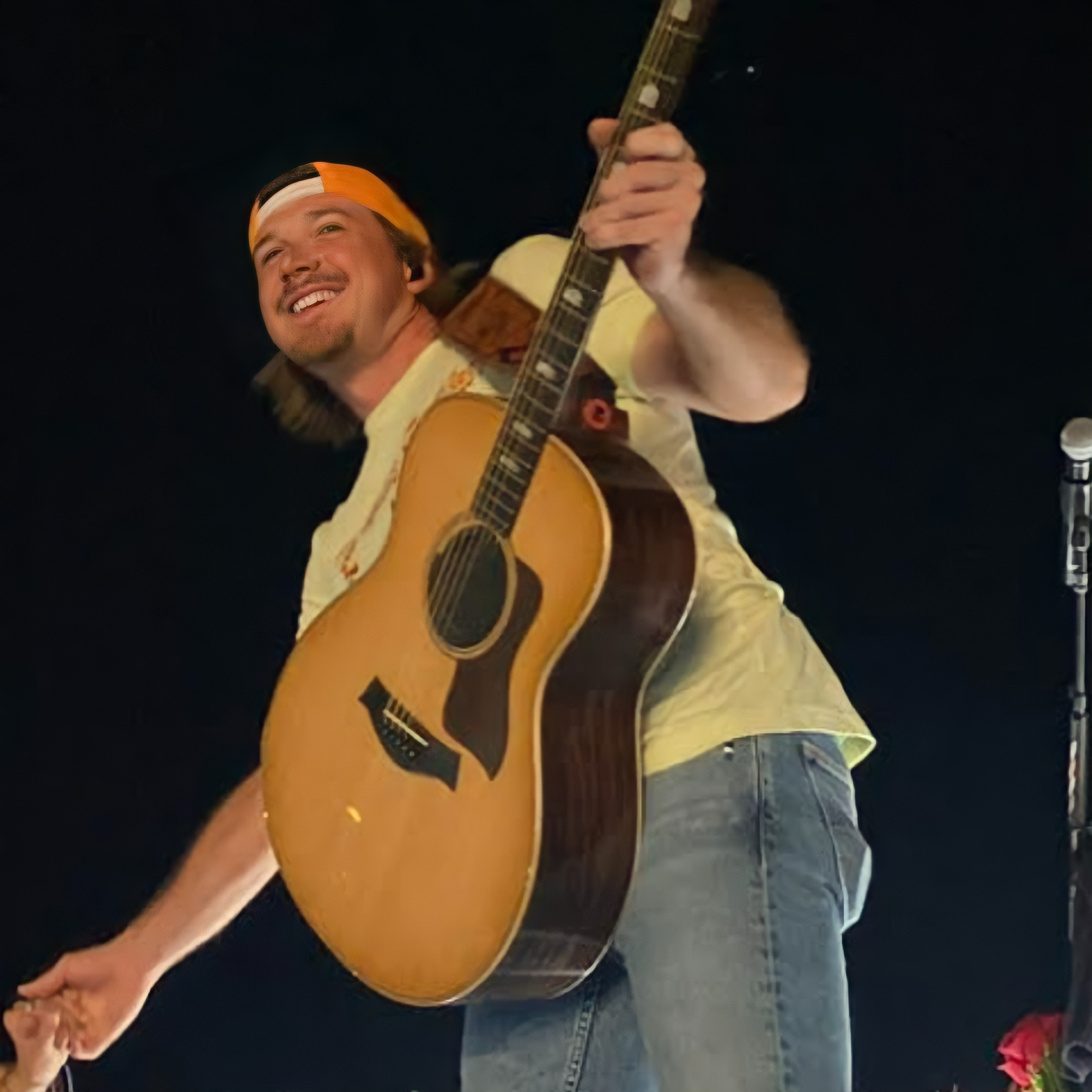
Песня «Last Night» кантри-певца Моргана Уоллена стала первой песней в стиле кантри, исполненной мужчиной без сопровождения, возглавившей Hot 100 со времён двухнедельного лидерства в 1981 году Эдди Рэббитта с песней «I Love a Rainy Night».

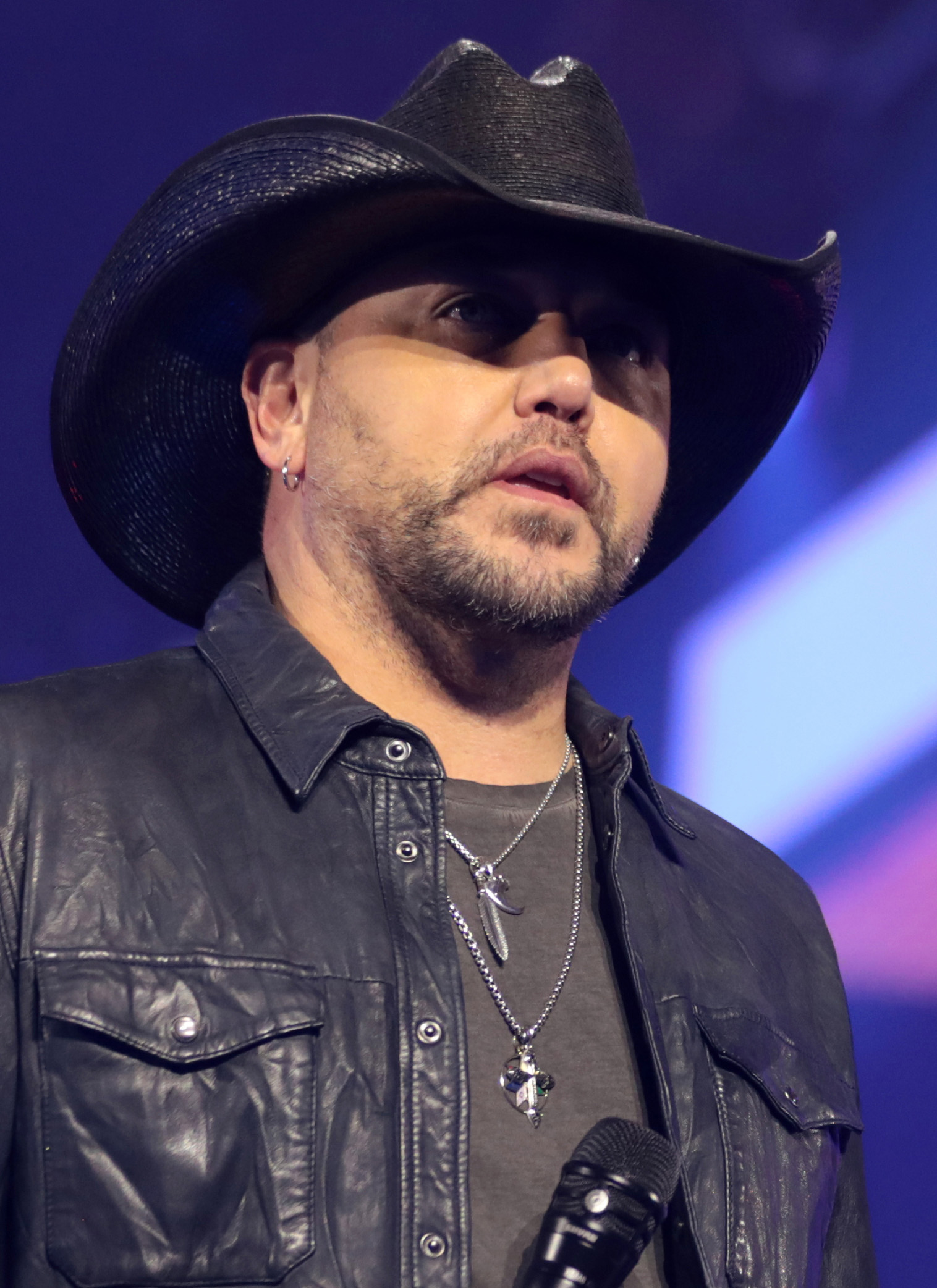
Песня «Try That in a Small Town» кантри-музыканта Джейсона Олдина стала его 1-м чарттоппером.

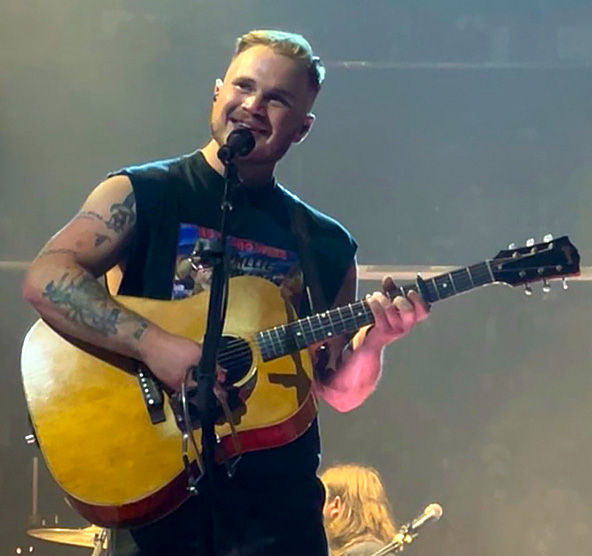
Песня «I Remember Everything» кантри-певца Зака Брайана при участии Кейси Масгрейвс стала 4-й песней подряд в стиле кантри, возглавившей Hot 100.

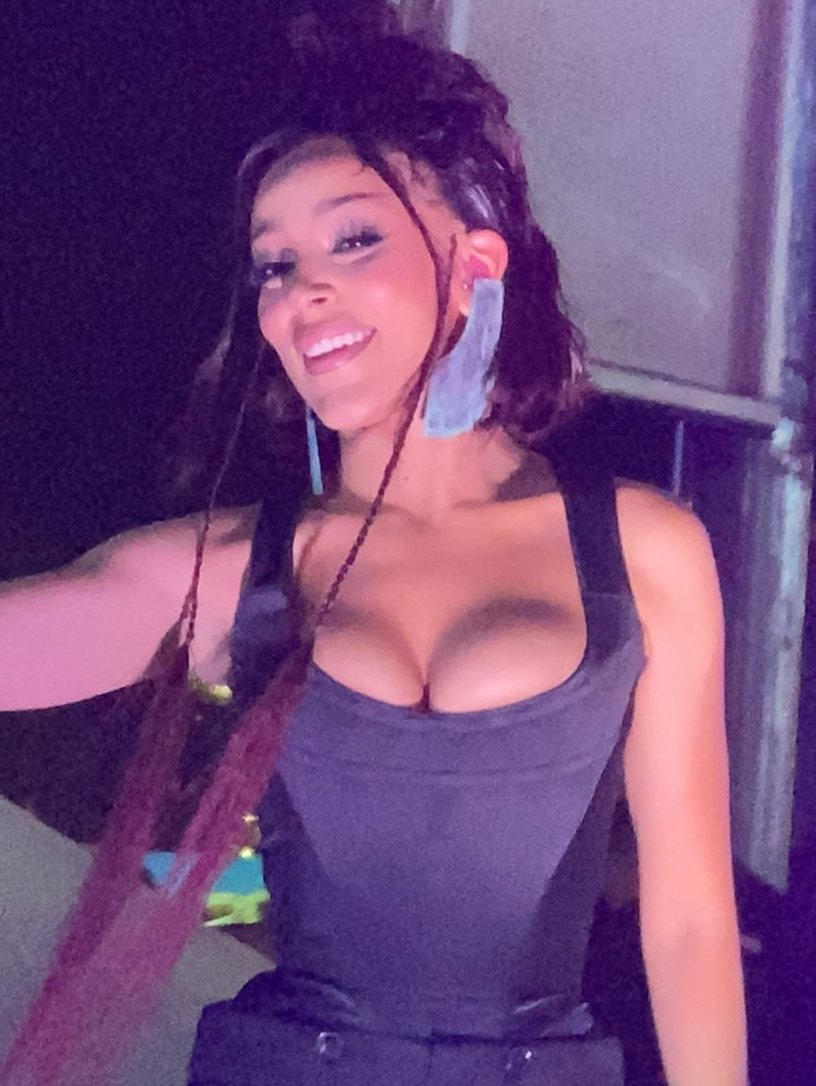
Песня «Paint the Town Red» рэперши Doja Cat стала её 2-м чарттоппером.

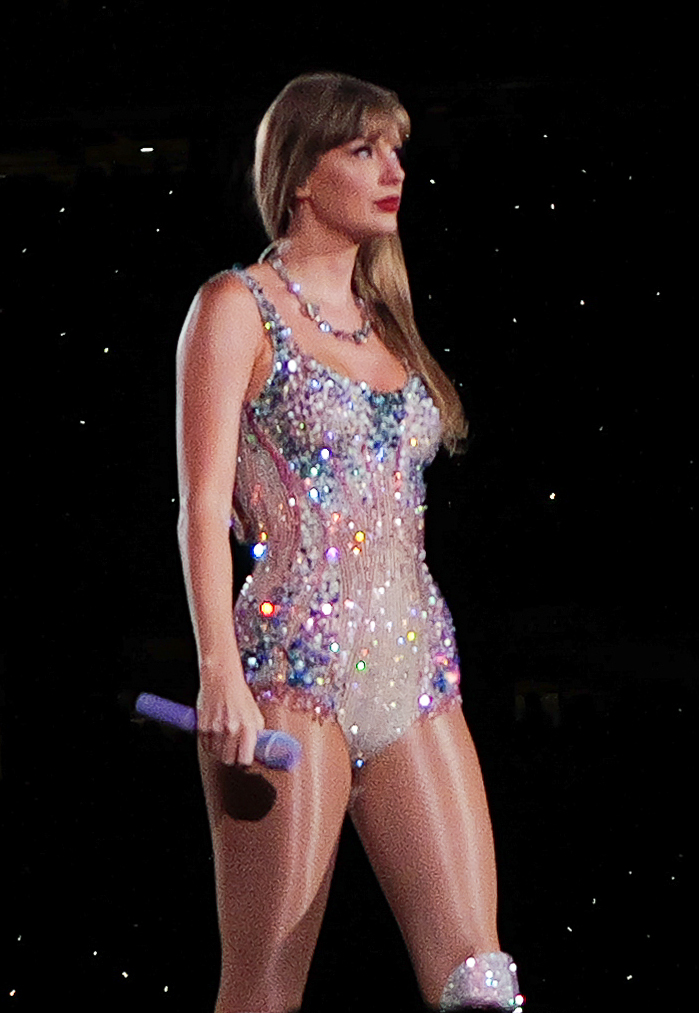
Тейлор Свифт возглавляла чарт с 3 хитами «Anti-Hero», «Cruel Summer» и «Is It Over Now?»

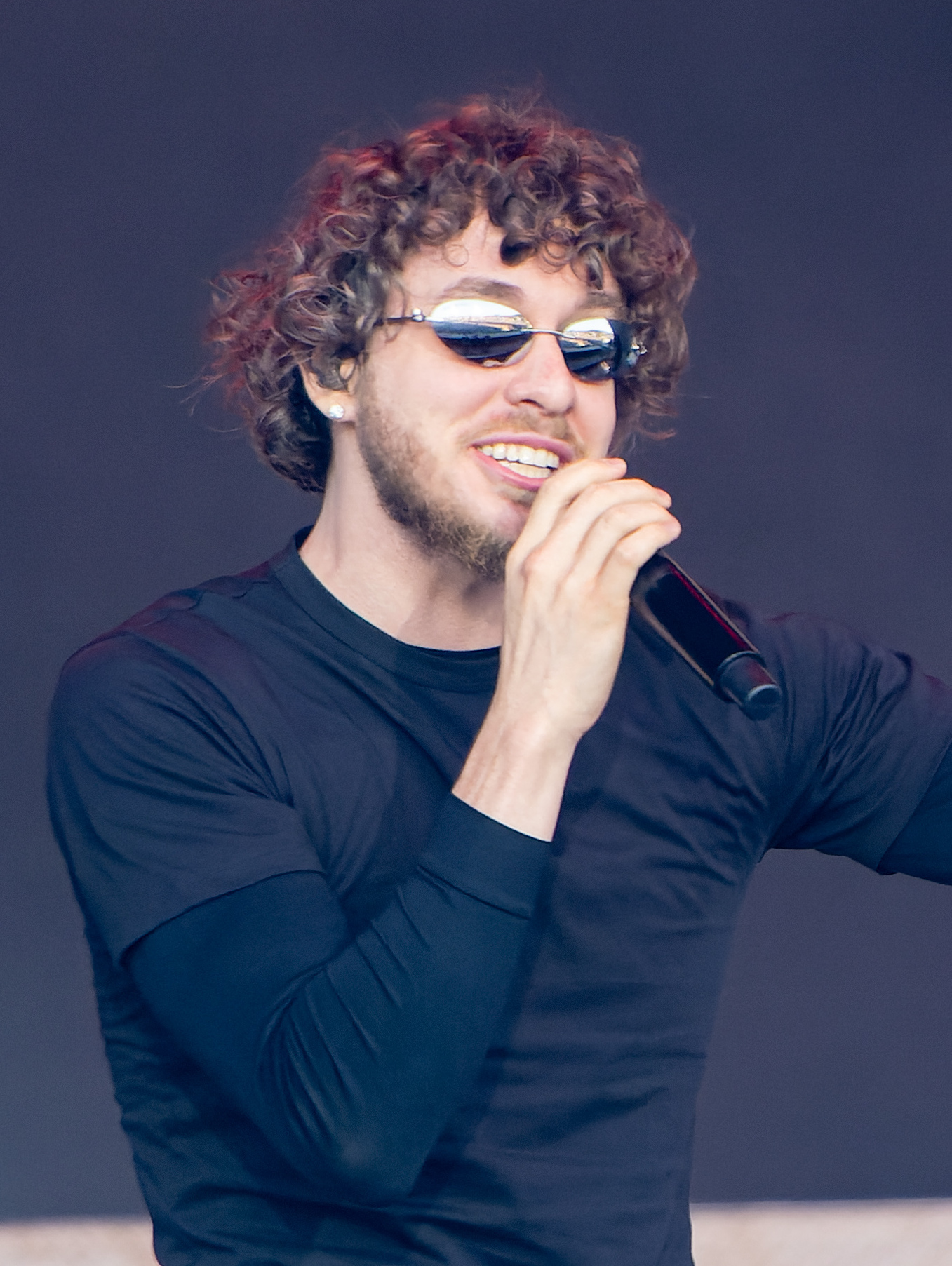
Джек Харлоу возглавлял чарт с синглом «Lovin on Me»

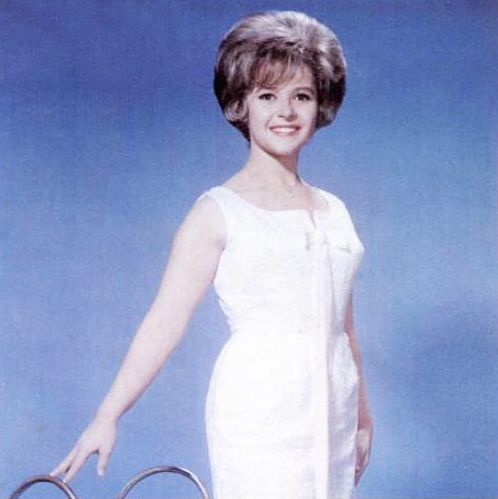
Бренда Ли стала самым пожилым 78-летним артистом во главе хит-парада за всю его историю с синглом «Rockin' Around the Christmas Tree», спустя 65 лет после дебюта

Список синглов № 1 в США в 2023 году включает синглы, возглавлявшие главный хит-парад Северной Америки по итогам каждой из недель 2023 года (данные становятся известны заранее, так как публикуются на неделю вперёд). В нём учитываются наиболее продаваемые синглы (песни) исполнителей США, как на физических носителях (лазерные диски, грампластинки, кассеты), так и в цифровом формате (mp3, просмотр видео, радиоэфиры, стриминг и другие). Составляется по данным службы Luminate (до марта 2022 — MRC Data, до 2020 года — Nielsen SoundScan), публикуется редакцией старейшего музыкального журнала США Billboard и поэтому называется Billboard Hot 100 («Горячая Сотня» журнала Billboard).

## История
В 2023 календарном году в чарте Billboard Hot 100 появилось 765 песен 385 различных исполнителей. И только 20 из них занимали первое место, причем десять — Морган Уоллен, Чимин, SZA, Джонгук, Latto, Джейсон Олдин, Оливер Энтони, Зак Брайан, Кейси Масгрейвс и Джей Коул — впервые достигли первого места. SZA и Дрейк в этом году записали по две песни номер один, а Тейлор Свифт стала первым в истории исполнителем, которому удалось записать три песни номер один — все с разных альбомов — в Hot 100 за один календарный год. Из всех 385 исполнителей 99 впервые попали в чарт в 2023 году. Чаще всего повезло Peso Pluma, который впервые попал в Hot 100 в феврале с песней «AMG», в которой приняли участие Габито Бальестерос и Натанаэль Кано и с тех пор в течение года он включил в чарты ещё 22 песни, в том числе занявшую 4-е место «Ella Baila Sola» с Эслабоном Армадо — первую в истории региональную мексиканскую песню, попавшую в топ-10 и занявшую первое место в чартах.
- 7 января 2023 года хит-парад снова и четвёртую неделю подряд возглавил сингл «All I Want for Christmas Is You» американской певицы Мэрайи Кэри, в сумме это 12-я его неделя на первом месте её 19-го чарттопперра (и 57-я неделя на вершине Holiday 100, запущенного в 2011 году; ранее он также был 18 недель на вершине чарта Streaming Songs). А для певицы это её 91-я неделя на первом месте и увеличение абсолютного рекорда, далее идут Рианна (60 недель на № 1) и The Beatles (59). Кроме того, её чарттопперы были лидерами Hot 100 в рекордные 19 разных лет (1990—2000, 2005—06, 2008, 2019—23), что значительно больше преследователей: 10 лет с хитами № 1 у Пола Маккартни/Wings (1971, 1973—76, 1978, 1980, 1982—84; без учёта его как участника The Beatles, где ещё 8 лет: 1964—70); Майкл Джексон (1972, 1979—80, 1983—84, 1987—88, 1991—92, 1995); Мадонна (1984-87, 1989-92, 1995, 2000). Ещё один старый хит «Last Christmas» (1984) британской группы Wham! впервые поднялся на 4-е место. Праздничные хиты впервые в истории чарта были на первых семи местах Hot 100. Конкуренцию им смогла составить только песня Тейлор Свифт «Anti-Hero», которая возвращается с 9-й на 8-ю строчку в Hot 100 после того, как первые шесть недель в ноябре она провела на первом месте. Одновременно она вторую неделю лидирует в рейтинге Radio Songs. Ещё один рекорд поставила песня «The Christmas Song (Merry Christmas to You)» Нэт Кинг Коула, умершего в 1965 году и впервые записанная ещё в 1946 году вместе с трио King Cole Trio: она впервые попала в Топ-10 (на № 9) спустя 59 лет, 6 месяцев и одну неделю (прошлый рекорд был равен 58 годам и принадлежал с прошлого рождественского сезона песне «Sleigh Ride» группы The Ronettes)[1].
- 14 января 2023 года на первое место вернулась Тейлор Свифт с синглом «Anti-Hero» (его 7-я в сумме неделя на вершине и повтор личного рекорда Свифт с хитом «Blank Space», 2014—2015). Сингл вернулся на вершину в Digital Song Sales (4-я неделя на № 1) и третью неделю лидирует в Radio Songs. Бывший лидер «All I Want for Christmas Is You» сразу вылетел из всей сотни, это третий после 2019 и 2021 годов повтор его же рекорда падения (сама Кэри в Твиттера сказал: «Стоит того, чтобы поставить ещё один рекорд!»). А вернувшиеся в Топ-10 The Weeknd «Die for You» (26→8) и Бейонсе «Cuff It» (38→10) получили свои 16-й и 21-й хиты в десятке лучших[10]. 21 января «Anti-Hero» увеличил личный рекорд Свифт до 8 недель лидерства[11].
- 28 января на первом месте дебютировал сингл «Flowers» американской певицы Майли Сайрус, второй ей чарттоппер после «Wrecking Ball» (2013)[12].
- 11 марта с шестого на первое место поднялся сингл «Die for You» канадского певца The Weeknd при участии американской певицы Арианы Гранде. Впервые эта песня появилась в альбоме Starboy в 2016 году, но только сейчас после появления ремикса и популярности в сети TikTok стала хитом. Это их 7-й чарттоппер и второй совместный после «Save Your Tears», лидировавшего в 2021 году[13].
- 18 марта с пятого на первое место поднялся сингл «Last Night» кантри-певца Моргана Уоллена, первый его чарттоппер и первый сингл номер один от любого участника конкурса The Voice («Голос», NBC). Одновременно он пятую неделю возглавляет кантри-чарт Hot Country Songs, став 20-м кантри-треком в истории, что лидирует в двух этих хит-парадах. Он первый с 27 ноября 2022 года после «All Too Well (Taylor’s Version)» Тейлор Свифт, — и первый за 42 года от сольного певца-мужчины после «I Love a Rainy Night» кантри-музыканта Эдди Рэббитта, лидировавшего в Hot Country Songs одну неделю в январе 1981 года и две недели № 1 в Hot 100 в феврале-марте[2][b].
- 1 апреля в восьмую неделю лидерства сингла «Flowers» американской певицы Майли Сайрус, в результате восхождения в десятку лучших кантри-хита «Rock and a Hard Place» (Bailey Zimmerman) зафиксирован рекорд чарта для солистов. Песня «Rock and a Hard Place» попала в Топ-10 в свою 41-ю неделю нахождения в Hot 100, что меньше только абсолютного рекорда для всех исполнителей, включая группы и дуэты: (1) на 42-й недели восхождения в десятку лучших попал сингл «Heat Waves» группы Glass Animals; (3) третье место с 38 неделями делят сразу три солиста, Зак Брайан («Something in the Orange»), Нэт Кинг Коул («The Christmas Song (Merry Christmas to You)») (оба в январе 2023) и Кэрри Андервуд («Before He Cheats», 2007)[14].
- 8 апреля на первом месте дебютировал сингл «Like Crazy» южнокорейского певца Чимина, вокалиста из бой-бэнда BTS. Он также первый южнокорейский сольный исполнитель, возглавивший основной американский хит-парад. В составе группы BTS они вместе имели 6 хитов номер один в Hot 100 (по три чарттоппера в 2020 и 2021 годах)[15]. Благодаря этому достижению Чимина группа BTS присоединились к The Beatles и The Supremes как единственным группам, у которых не менее шести чарттопперов и хотя бы один участник возглавлял список сольно. На счету «Битлз» рекордные 20 первых мест в Hot 100 (в 1964—1970), при этом все четыре участника группы выступали сольно: Пол Маккартни (девять № 1 в 1971—1984), Джордж Харрисон (три, в 1970—1988), Джон Леннон (два, 1974 и 1980—81) и Ринго Старр (два, 1973 и 1974). У группы The Supremes было 12 лидеров Hot 100 (в 1964—69), а у Дайаны Росс — шесть сольных(1970—81)[16].
- 13 мая в чарте пятую неделю лидировал сингл «Last Night» кантри-певца Моргана Уоллена, первый его чарттоппер. Ранее он был семь недель на № 1 в Streaming Songs, который на этой неделе возглавил хит «Ella Baila Sola» (и № 4 в Hot 100, рекорд для мексиканской региональной песни). Одновременно «Last Night» 13-ю неделю возглавляет кантри-чарт Hot Country Songs, а также впервые возглавил радио-чарт Country Airplay, став первым кантри-треком в истории, который одновременно лидирует и в Country Airplay (введён в 1990) и в Hot 100 (с 1958). Это всего лишь вторая песня, которая возглавляла Hot 100 и Country Airplay в целом (но не одновременно), после того, как песня группы Lonestar «Amazed» возглавляла Hot 100 в течение двух недель в марте 2000 года, отчасти благодаря поп- и кроссоверным эфирам. В июле-сентябре 1999 года эта баллада лидировала в Country Airplay в течение рекордных на тот момент восьми недель[17].
- 10 июня сингл «Last Night» продолжил лидировать в чартах Hot 100, Hot Country Songs, Country Airplay и Streaming Songs свою 9-ю, 17-ю, 5-ю и 11-ю недели, соответственно. На второе место поднялся ремикс «Karma» Тейлор Свифт (её 25-й хит в Топ-5 и это пятое место в истории после Дрейка, Битлз, Мадонны и Мэрайи Кэри) с участием Ice Spice (её третий в Топ-10 и Топ-5), который в оригинальной версии был на № 9 в ноябре 2022 года[18][c].
- 17 июня сингл «Last Night» продолжил лидировать в чарте Hot 100 свою 10-ю неделю. Тем временем, с песней Уоллена «Last Night» на № 1 и «Fast Car» Люка Комбса на № 4, сразу два кантри хита (они в Hot Country Songs в это время занимают № 1 и № 2 соответственно) впервые за более чем 23 года вошли в пятерку лучших в Hot 100 одновременно[19][d]
- 24 июня сингл «Last Night» продолжил лидировать в чарте Hot 100 свою 11-ю неделю. Кроме того, «Fast Car» Люк Комбс поднимается до № 3, что делает два одновременных топ-3 кантри хита впервые с 2000 года и только второй раз за 42 года. Похожее было 11 марта 2000 года, когда песня Lonestar «Amazed» удержалась на первом месте, а песня Фэйт Хилл «Breathe» заняла третье место. (До этого такого двойного успеха не было с 7 марта 1981 года, когда песни Эдди Рэббита «I Love a Rainy Night» и Долли Партон «9 to 5» заняли 1 и 2 места соответственно)[20].
- 1 июля «Last Night» продолжил лидировать в чартах Hot 100, Hot Country Songs, Country Airplay и Streaming Songs свою 12-ю, 20-ю, 8-ю и 14-ю недели, соответственно. Одновременно зафиксирован рекорд: впервые за 42 года первые два места заняли два кантри-сингла, так как на № 2 поднялся трек «Fast Car» Люка Комбса. Обе эти песни также на первых двух местах и в трёх других чартах: Hot Country Songs, Country Airplay и Streaming Songs. Песня «Calm Down» (Rema и Селены Гомес) заняла 3-е место в Hot 100 и 1-е место в чарте Radio Songs, становясь первым чарттоппером обоих исполнителей в чарте всех радиоформатов и оттесняя песню Майли Сайрус «Flowers» после 18 недель пребывания на первом месте, что является вторым по продолжительности периодом в истории чарта[21].
- 8 июля «Last Night» продолжил лидировать в чартах Hot 100, Hot Country Songs и Streaming Songs свою 13-ю, 21-ю и 15-ю недели, соответственно (лишь в Country Airplay уступив вершину песне «Fast Car» Люка Комбса). С учётом 15-недельного лидерства его альбома в Billboard 200 они одновременно возглавляли эти два основных чарта 11 недель, что есть 3-й результат в истории после 12 одновременных недель лидерства Уитни Хьюстон (её саундтрек The Bodyguard и песня «I Will Always Love You» 1992-93) и 13 недель саундтрека Saturday Night Fever, с тремя чарттопперами: «Stayin’ Alive» (4; Bee Gees), «Night Fever» (8; Bee Gees), «If I Can’t Have You» (1; Ивонн Эллиман, 1978). И опережая Майкла Джексона с 10 одновременными неделями лидерства его альбома Thriller с двумя чарттопперами: «Billie Jean» (7), «Beat It» (3), 1983[22].
- 15 июля на первом месте дебютировал сингл «Vampire» певицы Оливии Родриго, став её третьим чарттоппером после «Drivers License» и «Good 4 U» в 2021 году. Поскольку песня «Vampire» стала лид-синглом со второго альбома Родриго Guts, который выйдет 8 сентября, после песни «Drivers License» с её первого LP Sour, она стала первым в истории артистом, дебютировавшим с лид-синглами с двух альбомов, открывающих карьеру, на первом месте в Hot 100. Родриго родилась 20 февраля 2003 года и она является единственной исполнительницей, родившейся в 2000-х годах и неоднократно занимавшей первое место в рейтинге Hot 100. Песня Тейлор Свифт «Cruel Summer», поднявшись на 7-е место, стала её 41-й песней в топ-10, увеличив рекорд среди женщин[23].
- 22 июля «Last Night» вернулся на первое место в чарте Hot 100 (14-я неделя лидерства) и продолжил возглавлять Hot Country Songs 23-ю неделю (и был 16 недель № 1 в Streaming Songs). Тейлор Свифт, благодаря дебюту песни «I Can See You» на пятом месте в Hot 100 (и став её 42-и хитом в топ-10, второй результат после Дрейка), стала первой женщиной в истории чарта, чьи песни с трёх разных альбомов одновременно попали в первую десятку («Cruel Summer» с Lover 2019 года и «Karma» с Midnights 2022 года). Среди всех исполнителей только The Beatles ранее в 1964 году добивались такого тройного результата с трёх своих альбомов[24].
- 5 августа чарт возглавил сингл «Try That in a Small Town» («Попробуй это сделать в маленьком городе») кантри-музыканта Джейсона Олдина, который вызвал широкую полемику, а клип был снят с эфира кантри-канала Country Music Television (видео показывает грабежи магазинов, погромы и стычки с полицией, а слова «попробуй это сделать в маленьком городке, и посмотрим, как далеко ты уедешь по дороге» противопоставляет сельскую и городскую среду). Одновременно был установлен рекорд, впервые в истории хит-парада (созданного в 1958 году) все первые три места занимали кантри-песни, так как на втором месте был сингл «Last Night» Моргана Уоллена, а на № 3 — «Fast Car» Люка Комбса[3].
- 12 августа чарт в пятый раз возглавила песня «Last Night» Моргана Уоллене, что стало 15-й неделей лидерства (и 22-я неделя в Топ-3), это лучший результат среди солистов и 4-й результат в истории после коллабораций «Old Town Road» (19 недель № 1; Lil Nas X feat. Billy Ray Cyrus, 2019), «Despacito» (16; Luis Fonsi & Daddy Yankee feat. Justin Bieber, 2017) и «One Sweet Day» (16; Mariah Carey & Boyz II Men, 1995). «Last Night» 24 неделю лидирует в Hot Country Songs, а ранее был 17 недель № 1 в Streaming Songs и 8 недель № 1 в Country Airplay. Таким образом, впервые за 42 года один кантри-хит сменил на вершине другой: в марте 1981 году тоже произошло, когда трек «9 to 5» сменил «I Love a Rainy Night» Эдди Раббитта. Сингл «Cruel Summer» Тейлор Свифт благодаря The Eras Tour впервые за 4 года поднялся на 4-е место и стал её 27-м хитом в Топ-5 (Hot 100). Дрейк получил свой рекордный 69-й сингл в Топ-10 (и рекордный 36-й в Топ-5) благодаря участию в сингле «Meltdown» (Travis Scott featuring Drake, № 3), который дал ему ещё три рекорда: 17-й чарттоппер в Streaming Songs и 28-й и 29-й лидер чартов Hot R&B/Hip-Hop Songs и Hot Rap Songs, соответственно[25].
- 26 августа на первом месте дебютировал сингл «Rich Men North of Richmond» бывшего рабочего, а ныне кантри-музыканта Оливера Энтони, записавшего эту песню протеста, которая по его словам отразила «Безнадежность и разочарование нашего времени». В результате он стал первым артистом в истории, когда-либо занимавшим первое место в чарте без каких-либо предварительных треков в любом хит-параде Billboard. Он стал шестым артистом в истории, дебютировавшим с сольным хитом на первом месте в Hot 100 после Zayn, Baauer, Carrie Underwood, Fantasia и Clay Aiken (но они все уже «засветились» ранее в чартах). Песня также стала первым лидером Hot 100, полностью написанным и исполненным солистом, с тех пор как песня Эда Ширана «Perfect» провела последнюю из шести недель на первом месте в январе 2018 года. Песня одновременно возглавила чарт «Hot Country Songs». 2023 год стал первым годом с 1975 года, когда в чартах Hot 100 и Hot Country Songs будет не менее трех общих лидеров[26].
- 9 сентября на первом месте дебютировал сингл «I Remember Everything» кантри-певца Зака Брайана при участии Кейси Масгрейвс. Это их первый чарттоппер и рекордный 4-й подряд кантри-хит номер один. Одновременно с Hot 100 сингл возглавил кантри и рок-чарты (Hot Country Songs и Hot Rock & Alternative Songs, основан в 2009), что стало первым случаем в истории. Зак Брайан стал лишь пятым исполнителем (а его «золотой дубль» 9-м случаем), который дебютировал на первом месте в Billboard 200 и Hot 100 одновременно: родительский альбом Zach Bryan взлетает на вершину Billboard 200. Брайан присоединился к Тейлор Свифт, BTS, Дрейку и Фьючеру с таким двойным дебютом. Свифт является инициатором этого клуба и удостаивалась этой чести четыре раза, а Дрейк — дважды. Zach Bryan также занял первое место в чартах Top Country Albums, Top Rock & Alternative Albums, Top Rock Albums и Americana/Folk Album[4].
- 30 сентября на первом месте дебютировал сингл «Slime You Out» канадского рэпера Дрейка и американской соул-певицы SZA, став 12-м чарттоппером для Дрейка (из них только 5 сольных, а остальные совместные) и вторым для SZA (после «Kill Bill» в апреле 2023 года)[27].
- 28 октября на первое место поднялся сингл «Cruel Summer» певицы Тейлор Свифт, став её 10-м чарттоппером. Это произошло спустя 24 недели нахождения в чарте и после 4 лет от его дебюта в 2019 году на альбоме Lover[28].
- 11 ноября на первом месте дебютировал сингл «Is It Over Now?» певицы Тейлор Свифт, став её 11-м чарттоппером и сместив с пьедестала её же хит «Cruel Summer», что произошло второй раз в карьере и также впервые среди женщин. Семь синглов с альбома 1989 заняли позиции в Топ-10, включая первые три: № 1 — «Is It Over Now?», № 2 — «Now That We Don’t Talk» и № 3 — «Slut!». Для Свифт это уже третий чарттоппер в 2023 году и она стала первой женщиной с тремя синглами № 1 и тремя альбомами № 1 за один год (последний раз такое было в 1970 году у группы Jackson 5, а рекорд принадлежит Beatles с шестью хитами № 1 с пяти альбомов № 1 в 1964 году)[9].
- 9 декабря американская певица Бренда Ли стала самым пожилым артистом всех времён, возглавившим основной хит-парад в США (в возрасте 78 лет), когда сингл «Rockin' Around the Christmas Tree» (чей дебют был 1958 году) поднялся на первое место Hot 100. Одновременно с этим песня побила рекорд по продолжительности восхождения на первую строчку Hot 100 с момента выхода (65 лет), обогнав сингл Мэрайи Кэри 1994 года «All I Want for Christmas Is You» (25 лет), который на этой недели был на втором месте чарта[29]. Во вторую неделю лидерства Ли отметила свой день рождения и увеличила возрастной рекорд до 79 лет (она родилась 11 декабря 1944 года)[30].

## Список синглов № 1
| Дата        | Песня                               | Исполнитель                            | Ссылка          |
| ----------- | ----------------------------------- | -------------------------------------- | --------------- |
| 7 января    | «All I Want for Christmas Is You»   | Мэрайя Кэри                            | [ 1 ] [ 31 ]    |
| 14 января   | «Anti-Hero»                         | Тейлор Свифт                           | [ 10 ] [ 32 ]   |
| 21 января   | «Anti-Hero»                         | Тейлор Свифт                           | [ 11 ] [ 33 ]   |
| 28 января   | «Flowers»                           | Майли Сайрус                           | [ 12 ] [ 34 ]   |
| 4 февраля   | «Flowers»                           | Майли Сайрус                           | [ 35 ] [ 36 ]   |
| 11 февраля  | «Flowers»                           | Майли Сайрус                           | [ 37 ] [ 38 ]   |
| 18 февраля  | «Flowers»                           | Майли Сайрус                           | [ 39 ] [ 40 ]   |
| 25 февраля  | «Flowers»                           | Майли Сайрус                           | [ 41 ] [ 42 ]   |
| 4 марта     | «Flowers»                           | Майли Сайрус                           | [ 43 ] [ 44 ]   |
| 11 марта    | «Die for You»                       | The Weeknd и Ариана Гранде             | [ 13 ] [ 45 ]   |
| 18 марта    | «Last Night»                        | Морган Уоллен                          | [ 2 ] [ 46 ]    |
| 25 марта    | «Flowers»                           | Майли Сайрус                           | [ 47 ] [ 48 ]   |
| 1 апреля    | «Flowers»                           | Майли Сайрус                           | [ 14 ] [ 49 ]   |
| 8 апреля    | «Like Crazy»                        | Чимин                                  | [ 15 ] [ 50 ]   |
| 15 апреля   | «Last Night»                        | Морган Уоллен                          | [ 51 ] [ 52 ]   |
| 22 апреля   | «Last Night»                        | Морган Уоллен                          | [ 53 ] [ 54 ]   |
| 29 апреля   | «Kill Bill»                         | SZA                                    | [ 55 ] [ 56 ]   |
| 6 мая       | «Last Night»                        | Морган Уоллен                          | [ 57 ] [ 58 ]   |
| 13 мая      | «Last Night»                        | Морган Уоллен                          | [ 17 ] [ 59 ]   |
| 20 мая      | «Last Night»                        | Морган Уоллен                          | [ 60 ] [ 61 ]   |
| 27 мая      | «Last Night»                        | Морган Уоллен                          | [ 62 ] [ 63 ]   |
| 3 июня      | «Last Night»                        | Морган Уоллен                          | [ 64 ] [ 65 ]   |
| 10 июня     | «Last Night»                        | Морган Уоллен                          | [ 18 ] [ 66 ]   |
| 17 июня     | «Last Night»                        | Морган Уоллен                          | [ 19 ] [ 67 ]   |
| 24 июня     | «Last Night»                        | Морган Уоллен                          | [ 20 ] [ 68 ]   |
| 1 июля      | «Last Night»                        | Морган Уоллен                          | [ 21 ] [ 69 ]   |
| 8 июля      | «Last Night»                        | Морган Уоллен                          | [ 22 ] [ 70 ]   |
| 15 июля     | «Vampire»                           | Оливия Родриго                         | [ 23 ] [ 71 ]   |
| 22 июля     | «Last Night»                        | Морган Уоллен                          | [ 24 ] [ 72 ]   |
| 29 июля     | «Seven»                             | Чон Джонгук при участии Latto          | [ 73 ] [ 74 ]   |
| 5 августа   | «Try That in a Small Town»          | Джейсон Олдин                          | [ 3 ] [ 75 ]    |
| 12 августа  | «Last Night»                        | Морган Уоллен                          | [ 25 ] [ 76 ]   |
| 19 августа  | «Last Night»                        | Морган Уоллен                          | [ 77 ] [ 78 ]   |
| 26 августа  | «Rich Men North of Richmond»        | Oliver Anthony Music                   | [ 26 ] [ 79 ]   |
| 2 сентября  | «Rich Men North of Richmond»        | Oliver Anthony Music                   | [ 80 ] [ 81 ]   |
| 9 сентября  | «I Remember Everything»             | Zach Bryan при участии Кейси Масгрейвс | [ 4 ] [ 82 ]    |
| 16 сентября | «Paint The Town Red»                | Doja Cat                               | [ 5 ] [ 83 ]    |
| 23 сентября | «Vampire»                           | Оливия Родриго                         | [ 84 ] [ 85 ]   |
| 30 сентября | «Slime You Out»                     | Дрейк и SZA                            | [ 27 ] [ 86 ]   |
| 7 октября   | «Paint the Town Red»                | Doja Cat                               | [ 87 ] [ 88 ]   |
| 14 октября  | «Paint the Town Red»                | Doja Cat                               | [ 89 ] [ 90 ]   |
| 21 октября  | «First Person Shooter»              | Дрейк при участии J. Cole              | [ 91 ] [ 92 ]   |
| 28 октября  | «Cruel Summer»                      | Тейлор Свифт                           | [ 28 ] [ 93 ]   |
| 4 ноября    | «Cruel Summer»                      | Тейлор Свифт                           | [ 94 ] [ 95 ]   |
| 11 ноября   | «Is It Over Now?»                   | Тейлор Свифт                           | [ 9 ] [ 96 ]    |
| 18 ноября   | «Cruel Summer»                      | Тейлор Свифт                           | [ 97 ] [ 98 ]   |
| 25 ноября   | «Cruel Summer»                      | Тейлор Свифт                           | [ 99 ] [ 100 ]  |
| 2 декабря   | «Lovin on Me»                       | Джек Харлоу                            | [ 101 ] [ 102 ] |
| 9 декабря   | «Rockin' Around the Christmas Tree» | Бренда Ли                              | [ 29 ] [ 103 ]  |
| 16 декабря  | «Rockin' Around the Christmas Tree» | Бренда Ли                              | [ 30 ]          |
| 23 декабря  | «All I Want for Christmas Is You»   | Мэрайя Кэри                            | [ 104 ] [ 105 ] |
| 30 декабря  | «All I Want for Christmas Is You»   | Мэрайя Кэри                            | [ 106 ]         |

### Комментарии
1. ↑  У Тейлор Свифт было три песни номер один — все с разных альбомов: «Anti-Hero» из Midnights (2022), «Cruel Summer» из Lover (2019) и «Is It Over Now?» из 1989 (Taylor’s Version) (2023).
2. ↑  Песни, которые возглавляли оба хит-парада, и общий Hot 100 и жанровый Hot Country Songs:
  - “Last Night”, Morgan Wallen, 2023;
  - “All Too Well (Taylor’s Version)”, Taylor Swift, 2021;
  - “We Are Never Ever Getting Back Together”, Taylor Swift, 20124
  - “Amazed”, Lonestar, 1999-2000;
  - “Islands in the Stream”, Kenny Rogers, duet with Dolly Parton, 1983;
  - “I Love a Rainy Night”, Eddie Rabbitt, 1981;
  - “9 to 5”, Dolly Parton, 1981;
  - “Lady”, Kenny Rogers, 1980;
  - “Southern Nights”, Glen Campbell, 1977;
  - “Convoy”, C.W. McCall, 1975—76;
  - “I’m Sorry”, John Denver, 1975;
  - “Rhinestone Cowboy”, Glen Campbell, 1975;
  - “Thank God I’m a Country Boy”, John Denver, 1975;
  - “Before the Next Teardrop Falls”, Freddy Fender, 1975;
  - “(Hey Won’t You Play) Another Somebody Done Somebody Wrong Song”, B.J. Thomas, 1975;
  - “The Most Beautiful Girl”, Charlie Rich, 1973;
  - “Honey”, Bobby Goldsboro, 1968;
  - “Big Bad John”, Jimmy Dean, 1961;
  - “El Paso”, Marty Robbins, 1959—60;
  - “The Battle of New Orleans”, Johnny Horton, 1959[2].
3. ↑  После успеха ремикса «Karma» Тейлор Свифт по числу хитов в Топ-5 Billboard Hot 100 (25) вышла на пятое место в истории после Дрейка (35), The Beatles (29), Мадонны (28), Мэрайи Кэри (27), и опережая Джанет Джексон (24), Рианну (24), Элвиса Пресли (21), Джастина Бибера (20), Майкла Джексона (20) и Стиви Уандера (20)[18].
4. ↑  Последний раз сразу два кантри-исполнителя в Топ-5 были лишь 23 года назад, когда в течение восьми недель в феврале-апреле 2000 года песни Lonestar «Amazed» и Фэйт Хилл «Breathe» делили место в пятерке лучших. До этого подобных кантри-тандемов не было с сентября 1981 года, когда «Queen of Hearts» Джуса Ньютона и «[There’s] No Gettin' Over Me» Ронни Милсапа вместе занимали место в первой пятерке[18].